# Gastó III de Foix

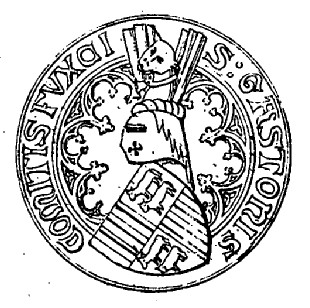
Segell de Gastó III de Foix

Gastó III de Foix i X de Bearn, conegut pel sobrenom de Gastó Febus, Gaston Fèbus en occità (1331 - Ortés, França, 1391), fou comte de Foix i vescomte de Bearn i Marsan (1343-1391).

## Orígens familiars
Fill de Gastó II de Foix i Elionor de Comenge, el succeí amb 12 anys. Va portar també altres títols com vescomte de Lautrec, Marsan i Gabardà i senyor d'Andorra i Donasà. El sobrenom de Febus sembla que s'ho feia dir pels seus cabells rossos.

## Relacions amb França
Inicialment va donar suport a França contra Anglaterra i va participar en l'expedició a Calais l'estiu del 1347, però el 1350 amb Joan II de França al tron de França, que era partidari dels Armanyac, enemics tradicionals dels Foix, va optar per la neutralitat. Gastó III es va negar a prestar homenatge al rei per Bearn, que era plenament independent, però Joan II el va fer encarcerar el juliol de 1356, si bé fou alliberat dos mesos després quan els francesos foren derrotats a Poitiers, el 19 de setembre de 1356. Llavors Gastó III marxà als dominis de l'Orde Teutònic a lluitar amb aquests cavallers. Va tornar als seus dominis el 1358 i va participar en els combats contra la revolta dels camperols a Meaux.
El 1360 el comte d'Armanyac i el seu gendre Carles duc de Berri van envair el comtat de Foix. El conflicte intermitent va durar fins a la decisiva batalla de Launac el 5 de desembre de 1362, en què Gastó III, amb l'ajuda de mercenaris, va derrotar les forces dels Armanyac, i va fer presoner al comte Joan I d'Armanyac que va haver de pagar un fort rescat i renunciar a qualsevol dret sobre Bearn i Marsan per a ser alliberat el 1365.
El 1373 el rei Carles V de França va nomenar el duc de Berri lloctinent general del Llenguadoc. Carles no va tardar a desobeir al rei i fou destituït el maig de 1380 i nomenat Gastó al seu lloc. Però a la mort de Carles V, el seu successor Carles VI de Franca, restituí el duc de Berri al seu càrrec.

## Núpcies i descendents
Es casà el 5 de juliol de 1349 a París amb Agnès de Navarra, filla de Felip III Evreux i Joana II de Navarra. D'aquesta unió nasqué:
- l'infant Gastó de Foix-Béarn (?-1382[1])

Tingué diversos fills il·legítims, entre ells:
- Bernat de Bearn, primer comte de Medinaceli
- Garcia de Bearn, primer vescomte d'Ossau
- Perarnaudet de Bearn
- Joan de Bearn

## Relacions amb Navarra
El 4 de gener de 1382, sospitant que el seu cunyat, el rei Carles II de Navarra, el volia enverinar per mitjà del seu propi fill Gastó, en un acte impulsiu, el va matar. Es va quedar sense hereu, i va pactar la successió amb el rei Carles VI de França el 1390.

## Obra literària
Fou també escriptor en llengua occitana i francesa. En occità escrigué poesies i en francès dos llibres, un sobre caça i un de pregària. Com a mecenes fou protector dels més grans compositors de música del seu temps. La tradició li atribueix el poema Se canta convertit en himne occità.

## Mort i successió
Va morir a la seva residència a Ortés l'1 d'agost de 1391. El va succeir el seu cosí Mateu I de Foix, vescomte de Castellbò, que va pagar una suma considerable al rei francès perquè renunciés a la successió.